# 第70回毎日映画コンクール
第70回毎日映画コンクールは、毎日新聞社やスポーツニッポン新聞社が主催する賞であり、2015年の映画を対象とし、2016年2月16日に神奈川県川崎市のミューザ川崎シンフォニーホールで授賞式が行われた。
『恋人たち』が日本映画大賞を受賞、『岸辺の旅』が日本映画優秀賞を獲得した。外国映画ベストワン賞には『バードマン　あるいは（無知がもたらす予期せぬ奇跡）』が選出された。

## 受賞とノミネート

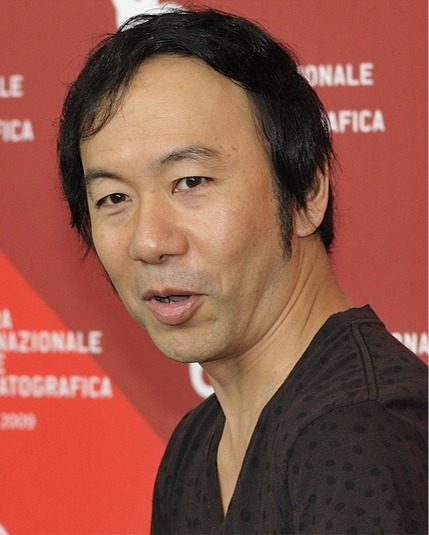
監督賞、男優主演賞を受賞した塚本晋也

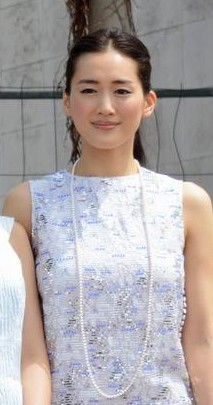
女優主演賞を受賞した綾瀬はるか

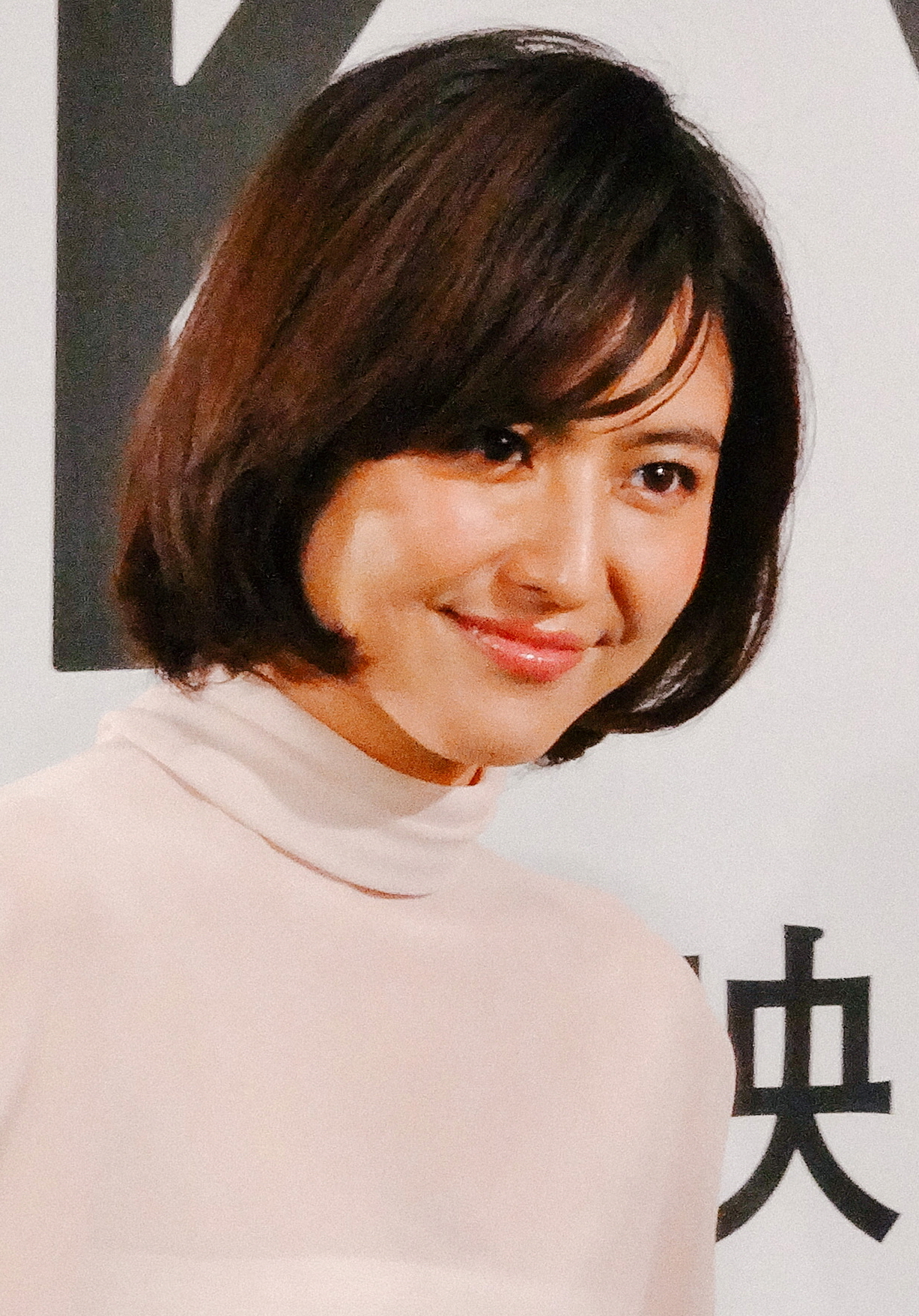
女優助演賞を受賞した長澤まさみ

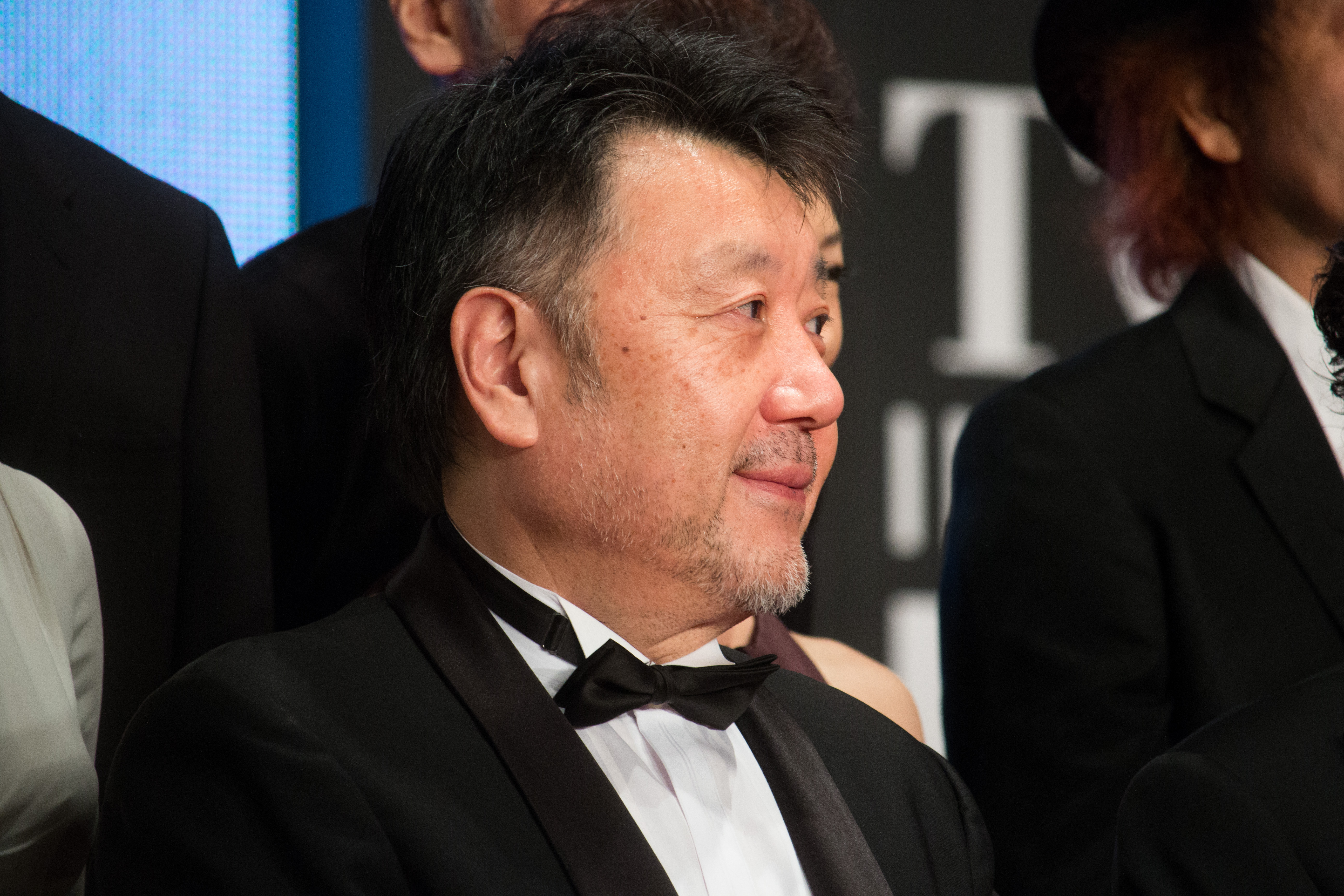
脚本賞を受賞した原田眞人

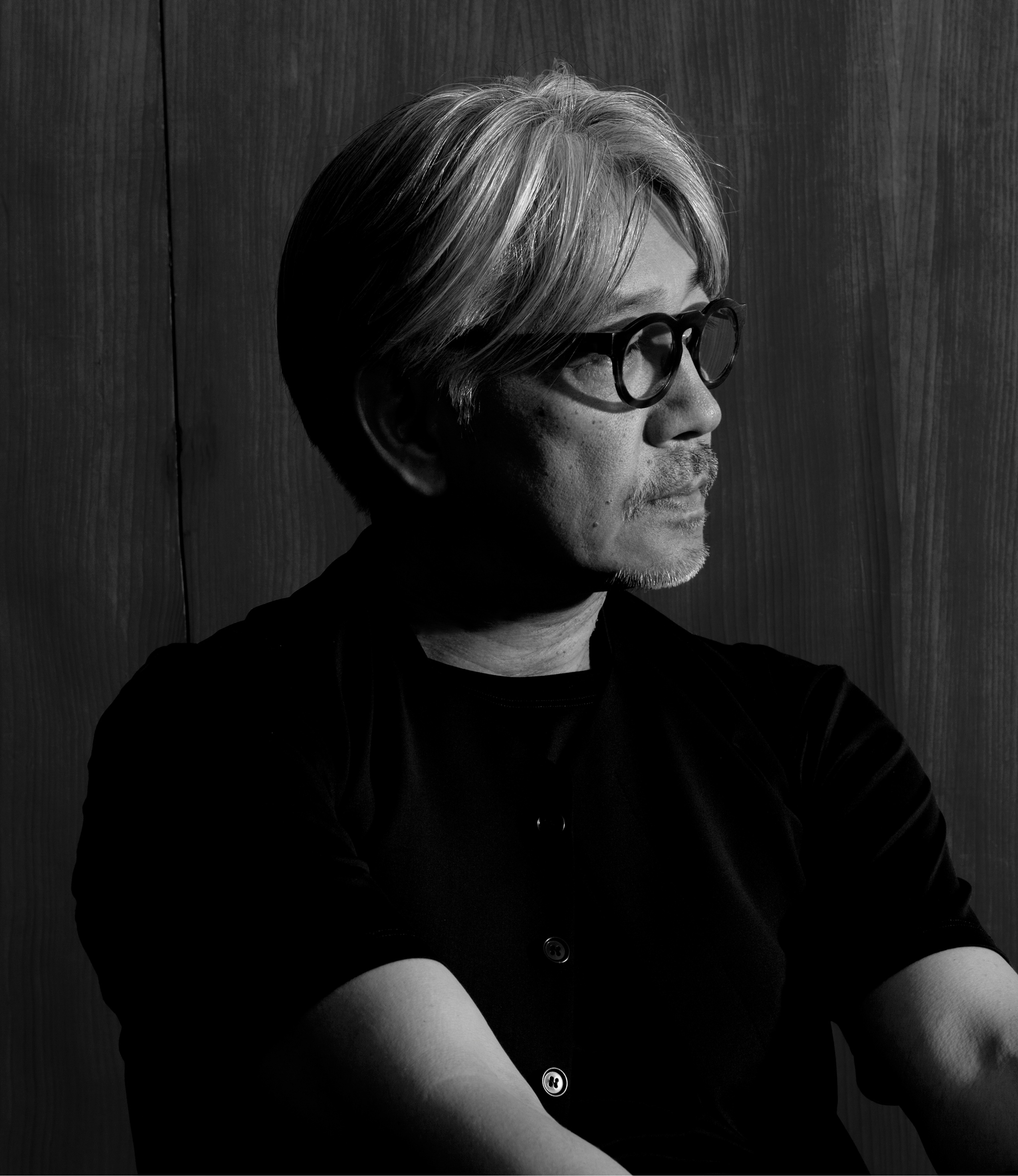
音楽賞を受賞した坂本龍一

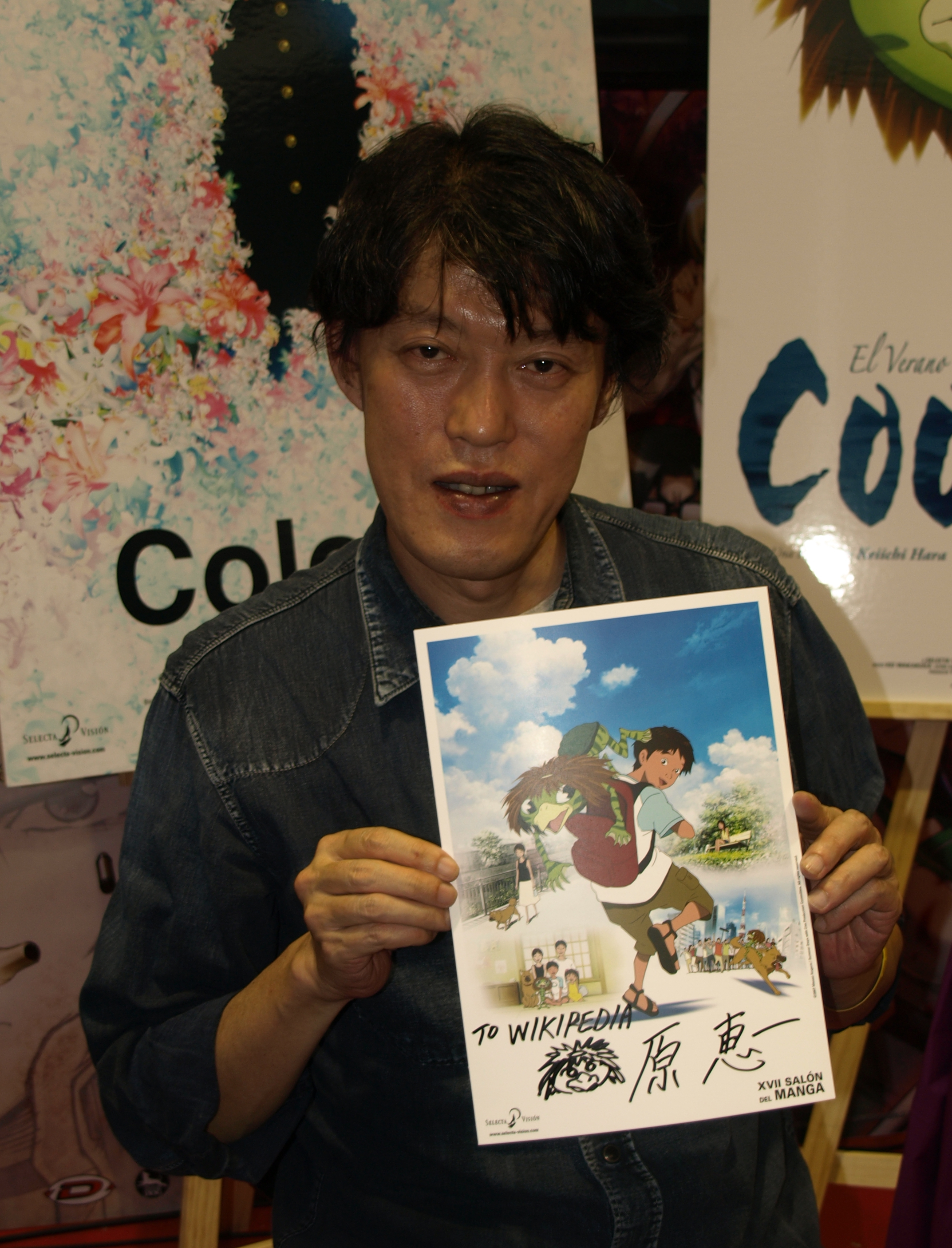
アニメーション映画賞を受賞した原恵一

第70回毎日映画コンクールの候補は2016年12月18日に発表された。。

### 結果
「作品」部門と、「俳優」「スタッフ」部門は映画評論家ら約70人の投票で1次選考し、得票上位が2次選考に進んだ。「アニメーション」「ドキュメンタリー」部門は作品を公募し、討議による1次選考で2次選考候補作を選出した。2次選考はいずれも討議で決定するが、外国映画ベストワン賞は1次選考委員による再投票で決定する。
受賞者は各項目最上段に太字でダブルダガー () 付きのものである。
また、日本映画優秀賞と大藤信郎賞には太字でダガー()を付けている。
| 日本映画大賞・日本映画優秀賞 - 『恋人たち』 - 橋口亮輔 - 『岸辺の旅』 - 黒沢清、 水口昌彦、 佐々木史朗、畠中達郎、和崎信哉、百武弘二、山本浩 - 『海街diary』 - 是枝裕和 - 『ソロモンの偽証 前篇・事件/ソロモンの偽証 後篇・裁判』 - 成島出、矢島孝、秋田周平 - 『野火』 - 塚本晋也        | 外国映画ベストワン賞 - 『バードマン あるいは（無知がもたらす予期せぬ奇跡）』 - アレハンドロ・ゴンサレス・イニャリトゥ、アーノン・ミルチャン、ジョン・レッシャー、ジェームズ・W・スコッチドープル - 『アメリカン・スナイパー』 - クリント・イーストウッド、ブラッドリー・クーパー、ロバート・ロレンツ、ピーター・モーガン、アンドリュー・ラザール - 『マッドマックス 怒りのデス・ロード』 - ジョージ・ミラー、ダグ・ミッチェル、P・J・ヴォーテン - 『セッション』 - デイミアン・チャゼル、 ジェイソン・ブラム、ヘレン・エスタブルック、ミシェル・リトヴァク、デヴィッド・ランカスター - 『黒衣の刺客』 - ホウ・シャオシェン、リャオ・チンスン |
| 男優主演賞 - 塚本晋也 - 『野火』 - 田村一等兵役 - 浅野忠信 - 『岸辺の旅』 - 薮内優介役 - 大泉洋 - 『駆込み女と駆出し男』 -中村信次郎役 - オダギリジョー - 『FOUJITA』 - 藤田嗣治役 - 高良健吾 - 『きみはいい子』 - 岡野匡役 - 永瀬正敏 - 『あん』 -千太郎役                               | 女優主演賞 - 綾瀬はるか - 『海街diary』 - 香田幸役 - 安藤サクラ - 『百円の恋』 - 斎藤一子役 - 樹木希林 - 『あん』 - 吉井徳江役 - 二階堂ふみ - 『この国の空』 - 田口里子役 - 深津絵里 - 『岸辺の旅』 - 薮内瑞希役 |
| 男優助演賞 - 加藤健一 - 『母と暮せば』 - 「上海のおじさん」役 - 新井浩文 - 『百円の恋』 - 狩野祐二役 - 永瀬正敏 - 『あん』 - 千太郎役 - 光石研 - 『恋人たち』 - 藤田弘役 - 本木雅弘 - 『日本のいちばん長い日』 - 昭和天皇役 - リリー・フランキー - 『野火』 - 安田役                      | 女優助演賞 - 長澤まさみ - 『海街diary』 - 香田佳乃役 - 蒼井優 - 『岸辺の旅』 - 松崎朋子役 - 池脇千鶴 - 『きみはいい子』 - 大宮陽子役 - 工藤夕貴 - 『この国の空』 - 田口蔦枝役 - 黒木華 - 『母と暮せば』 - 佐多町子役 |
| スポニチグランプリ新人賞（男性） - 野田洋次郎 - 『トイレのピエタ』 - 園田宏役 - 板垣瑞生 - 『ソロモンの偽証 前篇・事件/ソロモンの偽証 後篇・裁判』 - 神原和彦役 - 篠原篤 - 『恋人たち』 - 篠塚アツシ役 - 渋谷すばる - 『味園ユニバース』 - 大森茂雄/ポチ男役 - 森優作 - 『野火』 - 永松役 | スポニチグランプリ新人賞（女性） - 藤野涼子 - 『ソロモンの偽証 前篇・事件/ソロモンの偽証 後篇・裁判』 - 藤野涼子役 - 有村架純 - 『ビリギャル』 - 工藤さやか役 - 杉咲花 - 『トイレのピエタ』 - 宮田真衣役 - 成嶋瞳子 - 『恋人たち』 - 高橋瞳子役 - 広瀬すず - 『海街diary』 - 浅野すず役 - 百田夏菜子 - 『幕が上がる』 - 高橋さおり役 - 吉本実憂 - 『罪の余白』 - 木場咲役 |
| 田中絹代賞 - 桃井かおり - 樹木希林 - 安藤サクラ - 麻生久美子 - 風吹ジュン - 中谷美紀 - 深津絵里 | 監督賞 - 塚本晋也 - 『野火』 - 橋口亮輔 - 『恋人たち』 - 是枝裕和 - 『海街diary』 - 黒沢清 - 『岸辺の旅』 - 成島出 - 『ソロモンの偽証 前篇・事件/ソロモンの偽証 後篇・裁判』 |
| 脚本賞 - 原田真人 - 『駆込み女と駆出し男』 - 真辺克彦 - 『ソロモンの偽証 前篇・事件/ソロモンの偽証 後篇・裁判』 - 荒井晴彦 - 『さよなら歌舞伎町/この国の空』 - 橋口亮輔 - 『恋人たち』 - 是枝裕和 - 『海街diary』 - 大根仁 - 『バクマン。』                                               | 撮影賞 - 藤沢順一 - 『ソロモンの偽証 前篇・事件/ソロモンの偽証 後篇・裁判』 - 芦沢明子 - 『岸辺の旅/さようなら』 - 上野彰吾 - 『恋人たち』 - 滝本幹也 - 『海街diary』 - 柴主高秀 - 『日本のいちばん長い日』 - 町田博 - 『FOUJITA』 |
| 美術賞 - 原田哲男 - 『日本のいちばん長い日』 - 安宅紀史 - 『岸辺の旅』 - 小川富美夫 - 『FOUJITA』 - 都築雄二 - 『バクマン。』 - 原田哲男 - 『駆込み女と駆出し男』 - 三ツ松けいこ - 『海街diary』 - 松宮敏之 - 『この国の空』                                                              | 音楽賞 - 坂本龍一 - 『母と暮せば』 - 池永正二 - 『味園ユニバース』 - 大友良英 - 『岸辺の旅』 - 菅野よう子 - 『海街diary』 - サカナクション - 『バクマン。』 |
| 録音賞 - 小川武 - 『恋人たち』 - 小野川浩幸 - 『さようなら』 - 岸田和美 - 『母と暮せば』 - 弦巻裕 - 『海街diary』 - 照井康政 - 『日本のいちばん長い日』 - 松本昇和 - 『岸辺の旅』 - 矢野正人 - 『FOUJITA』                                                                                | ドキュメンタリー映画賞 - 『沖縄 うりずんの雨』 - 『躍る旅人 能楽師・津村禮次郎の肖像』 - 『放射線を浴びたＸ年後２』 - 『徘徊〜ママリン８７歳の夏〜』 - 『アラヤシキの住人たち』 - 『ヤクザと憲法』 - 『風の波紋』 |
| アニメーション映画賞・大藤信郎賞 長編 - 『百日紅 〜Miss HOKUSAI〜』 ;アニメーション映画賞 - 『心が叫びたがってるんだ。』 - 『バケモノの子』 - 『ちえりとチェリー』 - 『ハーモニー』 - 『リトルウィッチアカデミア 魔法仕掛けのパレード』                                                   | 短編 - 『水準原点』 ;大藤信郎賞 - 『息ができない』 - 『恋はエレベーター』 - 『すこやかな歪み』 - 『きつね憑き』 - 『夢かもしれない話』 - 『まんじう』 - 『Crossing Sight』 - 『ろうろう』 |

### TSUTAYA映画ファン賞
日本映画部門
- 『幕が上がる』 –  本広克行、石原隆、遠藤茂行、加太孝明、中村理一郎、鈴木伸育、山崎浩一、片山玲子、守屋圭一郎、蔵本憲昭、武井克弘、伊藤耕一郎

外国映画部門
- 『ミッション:インポッシブル/ローグ・ネイション』 - クリストファー・マッカリー、トム・クルーズ、J・J・エイブラムス、ブライアン・バーク、デヴィッド・エリソン他

### 特別賞
- 櫛桁一則(「シネマリーン」社長)

- 橋本忍

### 複数の部門での候補及び受賞作品
| ノミネート | 映画                                                    |
| ---------- | ------------------------------------------------------- |
| 10         | 『海街diary』                                           |
| 9          | 『岸辺の旅』                                            |
| 8          | 『恋人たち』                                            |
| 6          | 『ソロモンの偽証 前篇・事件/ソロモンの偽証 後篇・裁判』 |
| 5          | 『野火』                                                |
| 4          | 『この国の空』                                          |
| 4          | 『日本のいちばん長い日』                                |
| 4          | 『FOUJITA』                                             |
| 3          | 『あん』                                                |
| 3          | 『駆込み女と駆出し男』                                  |
| 3          | 『バクマン。』                                          |
| 3          | 『母と暮せば』                                          |
| 2          | 『きみはいい子』                                        |
| 2          | 『さようなら』                                          |
| 2          | 『トイレのピエタ』                                      |
| 2          | 『百円の恋』                                            |
| 2          | 『幕が上がる』                                          |
| 2          | 『味園ユニバース』                                      |

| 受賞数 | 作品                                                    |
| ------ | ------------------------------------------------------- |
| 2      | 『海街diary』                                           |
| 2      | 『恋人たち』                                            |
| 2      | 『ソロモンの偽証 前篇・事件/ソロモンの偽証 後篇・裁判』 |
| 2      | 『野火』                                                |
| 2      | 『母と暮せば』                                          |
| 1      | 『岸辺の旅』                                            |

## 審査員(選考委員)
一次選考委員
相田冬二、秋本鉄次、秋山登、明智惠子、石坂健治、石飛徳樹、イソガイマサト、稲垣都々世、宇田川幸洋、内海陽子、浦崎浩實、
襟川クロ、大高宏雄、大竹洋子、岡田秀則、尾形敏朗、岡本耕治、奥田均、奥村賢、鬼塚大輔、小野耕世、小野民樹、恩田泰子、賀来タクト、
桂千穂、金沢誠、川口敦子、きさらぎ尚、北川未記、北川れい子、北小路隆志、木全公彦、金原由佳、黒田邦雄、桑名忠之、古賀重樹、小菅昭彦、
小藤田千栄子、斎藤敦子、佐藤忠男、佐藤雅昭、塩田時敏、鈴木元、高橋諭治、立花珠樹、立田敦子、田中千世子、谷川建司、出口丈人、土屋好生、
寺脇研、轟夕起夫、中川洋吉、中山治美、西脇英夫、野島孝一、野村正昭、萩尾瞳、馬場広信、春岡勇二、樋口尚文、平山允、福永聖二、紅谷愃一、
細谷美香、松島利行、松本隆司、三留まゆみ、宮沢誠一、ミルクマン斉藤、村川英、村山匡一郎、森下朗義、森直人、矢田部吉彦、山根貞男、渡辺浩、渡部実、勝田友巳
二次選考委員
<作品部門>
- 江波杏子(女優)
- 佐伯知紀(映画映像研究者)
- 佐藤忠男(映画評論家)
- 根岸岸太郎(映画監督)
- 矢田部吉彦(東京国際映画祭プログラミングディレクター)

以上5名
<俳優部門>
- 明智惠子(キネマ旬報元編集長)
- 北川れい子(映画評論家)
- 川口敦子(映画評論家)
- 松島利行(映画評論家)
- 村山匡一郎(映画評論家)
- 佐藤雅昭(映画ジャーナリスト)
- 望月六郎(映画監督)

以上7名
<スタッフ部門>
- 池谷仙克(美術監督)
- 襟川クロ(映画パーソナリティ)
- 賀来タクト(映画文筆家)
- 掛尾良夫(城西国際大教授)
- 白鳥あかね(スクリプター)
- 戸田桂太(撮影監督)
- 野村正昭(映画評論家)
- 長津晴子(脚本家)
- 中原俊(映画監督)
- 野島孝一(映画ジャーナリスト)
- 紅谷愃一(録音監督)

以上11名
<ドキュメンタリー部門>
- 梯久美子(ノンフィクションライター)
- 北小路隆志(映画評論家)
- 熊谷博子(映画監督)
- 塩田時敏(映画評論家)
- 森直人(映画批評)

＝一次選考委員(萩野亮、渡辺勝之、勝田友巳)
以上5名
<アニメーション部門>
- 片渕須直(アニメーション監督)
- 山村浩二(アニメーション作家)
- 木船園子(東京工芸大教授)
- 山口康男(アニメ批評)
- 氷川竜介(アニメ評論家)

＝一次選考委員(原口正宏、藤津亮太、勝田友巳)
以上5名